# Der Schützling
Der Schützling ist eine Posse mit Gesang in Vier Acten von Johann Nestroy. Sie wurde im Jahre 1847 verfasst und am 9. April dieses Jahres als Benefizvorstellung für den Autor uraufgeführt. Obwohl Nestroy selbst das Stück als Posse bezeichnet hatte, ist es eher in die Kategorie des „ernsten Volksstückes“ einzuordnen.

## Inhalt
Gottlieb Herb, ein ehemaliger Schulgehilfe, will ausschließlich durch eigene Leistung Karriere machen und lehnt jede Protektion als unwürdig ab. Auch sein Onkel Pappinger kann ihn nicht umstimmen, Herb plant sogar schon wegen ständiger Ablehnung seiner Bewerbungen den Selbstmord.
„Es giebt wohl viele, die ganz stolz den Selbstmord eine Feigheit nennen – sie sollen's erst probieren, nacher sollen's reden […]“ (I. Act, 6te Scene)
Die junge Fabrikantengattin Pauline von Waldbrand, an die sich Pappinger wendet, will Herb „eine geheimnisvolle, wohlverborgene Hand“ sein und lässt ihm vorerst einmal durch Nanny 1000 Gulden zukommen. Bei ihrem Gatten, vor dem sie furchtsamen Respekt hat, verwendet sie sich anonym für Herb und behauptet, Julie, Herbs totgeglaubte Geliebte, habe den Brief geschrieben. Tatsächlich erhält Herb dank eines ausgezeichneten Verbesserungsplanes für den Produktionsablauf die Stelle als Fabriksdirektor. Julie ist zwar über Paulines Lüge empört, schweigt aber Waldbrand gegenüber.
„Mein Schweigen soll dich schonen, doch fordre nie die Bestätigung der Lüge aus meinem Munde – leb' wohl.“ (II. Act, 11te Scene)
Herbs übergangener Konkurrent Zollfeld intrigiert mit allen Mitteln gegen diesen und bringt die Arbeiter der Fabrik auf seine Seite. Bei der Aufklärung von Zollfelds Machenschaften erkennt Herb in Pauline seine heimliche Helferin und verlangt von Julie, diese zur Rede zu stellen. Da Zollfeld mit einer Liebelei zu Julie prahlt, stellt Herb ihn bloß und macht ihn dadurch gesellschaftlich unmöglich.
Reichthal: „Herr v. Zollfeld, wir sind uns für die Zukunft fremd.“ (IV. Act, 9te Scene)
Pauline hat inzwischen einen Brief mit ihrem Geständnis an Waldbrand verfasst, deshalb versuchen Julie und Herb, vor Waldbrand das Schreiben zu erlangen. Bei der Durchsuchung von Waldbrands Schreibtisch überrascht, spielt der überzeugte Realist als letzten Ausweg einen Somnambulen (Schlafwandler) und kann dadurch Pauline aus ihrer Verlegenheit befreien. Da er in dieser Rolle einen Liebesbrief an Julie schreibt, finden die beiden wieder zusammen.
„Ich bin radikal geheilt davon, denn zu lebhaft empfind ich's jetzt, dass man gerade zum größten Glück ein Zweytes Wesen nöthig hat, dem man's verdankt.“ (IV. Act, 17te Scene)

## Historischer Hintergrund
„Drum der Fortschritt hat beym Licht betracht't,
Die Welt nicht viel glücklicher g'macht.“ (Couplet, IV. Act, 10te Scene)
„Der Schützling“ ist in Nestroys Werk ein neues Sujet, dessen Hintergrund die im 18. Jahrhundert stattfindenden gesellschaftlichen Umwandlungen waren. Durch Schlechtwetter vernichtete Ernten (deshalb stieg der Weizenpreis in wenigen Monaten von 3 Gulden auf über 10 Gulden) bedingten Hungersnöte mit großer Not der Armen, Einschränkungen für die Bürger der Mittelschicht und schwere Zeiten für kleine Handwerker, Bauern und Händler. Gleichzeitig hatten die Großbürger sich zu Fabrikanten gewandelt, die durch die „Industrielle Revolution“ den Niedergang der handwerklichen Kleinbetriebe noch beschleunigt. Die Arbeitskräfte in den neuen Fabriken kamen vom Land, was Nestroy auch durch die bäuerliche Namenswahl für seine Arbeiter betonte (Michel, Franz, Sebastian). Der Weberaufstand in Schlesien 1844 war ein Zeichen für die Ausbeutung dieses neu entstandenen Proletariats.
Doch vermied der Dichter die Rolle eines Verfechters einer der beiden Seiten, er dokumentierte lediglich mit höchstmöglicher Objektivität die Situation. Einerseits prangert er den blinden Fortschrittsglauben an, andrerseits bemängelt er das intellektuelle Phlegma der neuen Arbeiterschicht.
Michel: „Die neuen Manipulationen werden auch nicht alt werden bey uns.“
Die Rolle des Reformers Gottlieb Herb ist keine agitatorische, sondern eine aufklärerische, wenn er beispielsweise den über Neuerungen erbosten Fabriksarbeitern die Vorteile des Maschineneinsatzes klarzumachen sucht – und zwar in sehr dominant-belehrender Weise:
„Wenn ihr selbst gesteht, dass es Euch an Einseh'n mangelt, dann darf's Euch nicht wundern, wenn ihr blind gehürchen müßt. Wenn nur der Kutscher klar sieht, dann wird auch mit blinden Pferden das Ziel erreicht.“
Dennoch schrieb Nestroy hier ein politisches, seiner Zeit vorauseilendes Theaterstück. Im Monolog von Gottlieb Herb fällt sogar der moderne soziopolitische Begriff der „arbeitenden Classe“ (I. Act, 4te Scene) – immerhin ein Jahr vor der Veröffentlichung des Kommunistischen Manifests von Marx und Engels.

## Werksgeschichte
Eine konkrete Vorlage für Nestroys Stück konnte noch nicht mit Sicherheit festgestellt werden. Der ursprünglich vom Autor vorgesehene Titel Protection weist auf ein gleichlautendes französisches Werk hin: Le Protégé. Comédie en un acte, mélée de chant (Der Schützling. Komödie in einem Akt mit Gesang) von Joseph-Bernard Rosier (1804–1880), uraufgeführt am 13. Mai 1839 im Théâtre du Vaudeville von Paris. Ähnlichkeiten zwischen den Texten Nestroys und Rosiers bestehen, auch die weibliche Hauptrolle (bei Nestroy Julie Billdorf, Witwe – bei Rosier Julie de Narbois, jeune veuve) hat einen ähnlichen Namen und Stand. Die Idee der Protektion durch eine Frau und der Intrige durch einen Konkurrenten, sowie der an den Deus ex machina erinnernde Schluss der beiden Werke sind identisch, allerdings stets häufig verwendete Bühnenversatzstücke. Der Tenor bei Rosier (leichtes Vaudeville-Theater) und bei Nestroy (Verzicht auf possenhafte Komik mit Ausnahme der Figur Pappingers) ist allerdings unterschiedlich. Eine gemeinsame noch unbekannte Quelle für beide Stücke wird alternativ ebenfalls für möglich gehalten. Die (wahrscheinlich falsche) Vermutung, Le Protégé sans le savoir (Der Schützling ohne sein Wissen) von Eugène Scribe sei die Quelle gewesen, schreibt Julius Seidlitz im Humorist vom 12. April 1847 (Nr. 87, S. 346 f.).
Nestroys Werk wurde fast täglich vom 9. April bis zum 6. Mai 1847 im Theater in der Leopoldstadt gespielt, die letzte Vorstellung im alten Theater vor dem Umbau war am 7. Mai. Am 26. Dezember 1847 erfolgte die erste Aufführung im neu eröffneten Carltheater, hier gab es allerdings nur mehr elf Vorstellungen, dann verschwand Der Schützling aus dem Programm. 1853 bis 1861 wurde es dann noch insgesamt neunmal gespielt.
Johann Nestroy spielte den Gottlieb Herb, Wenzel Scholz den Buchbinder Pappinger, Alois Grois den Baron Waldbrand, Ignaz Stahl den Werkmeister Hebler.
Eine eigenhändige Handschrift Nestroys mit provisorischer Vorzensur enthält 172 Seiten Text, in der lediglich der Auftrittsmonolog (I. Act, 2te Scene) sowie das Lied samt Einleitung (IV. Act, 10te Scene) fehlen. Ein Titelblatt mit dem fehlenden Auftrittsmonolog ist erhalten. Die eigenhändige Partitur von Adolf Müller, mit den Liedern vom I. Act, 2te Scene und IV. Act, 10te Scene liegt ebenfalls vor.

## Zeitgenössische Rezeption
In der Wiener Presselandschaft wurde das Stück ausführlich und oft kommentiert, allein im April und Mai 1847 an die 30-mal.
Der Rezensent der Gegenwart schrieb in der Ausgabe vom 12. April (Nr. 83, S. 386 f.) unter anderem, Nestroy habe „die Licht- und Schattenseite des Volkslebens“ geschildert, „ohne aber auf die Gemeinheit und den Cynismus“ seiner früheren Werke zurückzukommen. Die Handlung sei zwar etwas dürftig, die Charaktere wären jedoch „lebensfrisch, kräftig und entschlossen“ gezeichnet.
In den Sonntagsblättern vom 11. April (Nr. 15, S. 119 f.) wurde ähnlich argumentiert, Nestroy habe wieder gezeigt, als einer der wenigen zeitgenössischen Autoren ein echtes Wiener Volksstück schaffen zu können. Lediglich die Witze auf Kosten der Zeitungen fände er entbehrlich und der Schluss gleite ins Vaudeville-typische ab.
Eduard Breier schrieb in der Wiener Zeitschrift für Kunst, Literatur, Theater und Mode vom 10. und 12. April, Nestroy habe sich „losgerissen von der Zote und allen Zweideutigkeiten, hat sämmtliche frühere Posseningredienzien von sich geschleudert.“ Er bemängelt allerdings ebenfalls den „possenhaften“ Schluss mit dem somnambulen Gottlieb Herb, lobt aber den Text allgemein als „ein Muster von Gedankenreichtum und Nestroy'scher Wortkombination.“
Im Wanderer wurde Nestroy bestätigt, „nicht blos Volks d i c h t e r, sondern Volks l e h r e r“ zu sein, der durch die Ernsthaftigkeit der Hauptfigur und die Vermeidung von Zoten und Zweideutigkeiten, sowie die Fülle der zeitgenössischen Anspielungen diesem Ruf gerecht werde.
In diesen und anderen Kritiken wurde darauf hingewiesen, dass das Publikum den neuen Nestroy mit einiger Verwunderung aufgenommen habe, da es meinte, dies wäre „nicht i h r Nestroy“, es sei dem Dichter jedoch bald gelungen, die Zuseher zu überzeugen. Einigemale, besonders deutlich bei Heinrich Joseph Adami in der Wiener Theaterzeitung von Adolf Bäuerle, wird auf die fast tragische Rolle der Putzwäscherin Nanni hingewiesen, die sich eher als die nicht sehr liebenswert gezeichnete Pauline die Verbindung mit Herb verdient hätte. Ebenfalls in der Theaterzeitung wurde Herbs Figur als die eines „modernen ‚Faust‘ aus dem Volke, der seinen ‚Mephisto‘ in sich selber herumtrage“ gesehen.